# Waldemar Szpaliński
Waldemar Karol Szpaliński (ur. 30 lipca 1929 w Czarnej Białostockiej, zm. 4 lipca 2013 w Łomży) – polski polityk, poseł na Sejm PRL VIII kadencji, mecenas kultury i sztuki na ziemi białostockiej.

## Życiorys
Syn Władysława i Józefy. Ukończył studia na Wydziale Socjologiczno-Politycznym Wyższej Szkoły Nauk Społecznych przy KC PZPR.
Od 1947 należał do Polskiej Partii Socjalistycznej, a następnie do Polskiej Zjednoczonej Partii Robotniczej. Od 1950 do 1952 był I sekretarzem Komitetu Powiatowego tej partii w Łomży, w latach 1956–1958 pełnił funkcję I sekretarza Komitetu Miejskiego partii w Białymstoku, a od 18 lutego 1978 do 21 czerwca 1981 był I sekretarzem Komitetu Wojewódzkiego PZPR w Łomży. Od 31 marca do 2 grudnia 1980 był przewodniczącym Prezydium Wojewódzkiej Rady Narodowej w Łomży.
W 1980 uzyskał mandat posła na Sejm PRL VIII kadencji, reprezentując okręg Łomża. Zasiadał w Komisji Handlu Wewnętrznego, Drobnej Wytwórczości i Usług oraz w Komisji Rynku Wewnętrznego, Drobnej Wytwórczości i Usług.